# Driftbui
Drift is een kortdurende, hevige en impulsieve vorm van woede die gepaard gaat met veel stress. Iemand die vaak last heeft van driftbuien, noemt men driftig of opvliegend.
Drift kan ontstaan vanuit een grote onvrede met de omstandigheden, maar ook uit angst. In dit laatste geval kan het gezien worden als een afweermechanisme. Driftbuien komen vaak voor bij kinderen, die nog niet met hun emoties hebben leren omgaan.
Sommige mensen vertonen vaker opvliegendheid dan andere, maar als hierdoor serieuze problemen met de omgeving ontstaan, zeker op latere leeftijd, kan er sprake zijn van een psychische aandoening, bijvoorbeeld een periodieke explosieve stoornis.